# Žeton
Žeton je medaile nebo kus kovu (občas kůže, dřeva, keramiky, tvrdé pryže, plastu) podobný minci, dříve používán jako vstup do klubů a společnosti, nyní většinou jako náhrada za peníze v situacích, kdy je jejich užití nevyhovující.

## Užití
Nejčastěji jsou žetony používané v kasinech, metru, telefonních budkách (v Itálii byly speciální mince – gettoni) apod.
V numismatice se pod pojmem žeton myslí objekt, který je použit namísto mince.